# Chanacale
Chanacale (em turco: Çanakkale) é uma cidade e distrito (ilçe) da província homónima, da qual é capital. Faz parte da região de Mármara da Turquia. O distrito tem 1 016 km² de área e em 2021 tinha 195 439 habitantes (densidade: 192,4 hab./km²), dos quais 143 622 moravam na cidade.
Chamada Dardanélia (em grego: Δαρδανέλλια; romaniz.: Dardanéllia) na Antiguidade e no período bizantino, a cidade encontra-se à beira do estreito dos Dardanelos (em turco: Çanakkale Boğazı), que lhe deu o nome e que na época clássica se chamava Helesponto. Ali perto encontram-se as ruínas de Abidos da Mísia, famosa pela lenda dos amores de Hero e Leandro. As ruínas de Troia situam-se também a pouca distância de Chanacale.[carece de fontes?]